# Бактеріальне збагачення
Бактеріальне збагачення — це вибіркове вилучення хімічних елементів з багатокомпонентних сполук за допомогою їх розчинення мікроорганізмами у водному середовищі.
Завдяки бактеріальному збагаченню з'являється можливість брати з руд, відходів виробництва, цінні компоненти (мідь, уран та ін) або шкідливі домішки (наприклад, арсен в рудах чорних і кольорових металів). Вперше запатентовано в США (1958) щодо вилучення міді та цинку.

Схема підземного бактеріального збагачення руди: 1 — водойма для вирощування та регенерації бактерій; 2 — насосна для перекачування бактеріального розчину до руди; 3 — трубопровід; 4 — засувка; 5 — колектор; 6 — поліетиленовий шланг; 7 — свердловина для омивання рудного тіла бактеріальним розчином; 8 — зона омивання рудного тіла; 9 — горизонтальні гірничі виробки для збору бактеріального разчину, збагаченого рудним мінералом; 10 — насос; 11 — відстійник для насичених рудним мінералом розчинів; 12 — цементаційна ванна для отримання порошкоподімного мінералу; 13 — сушка цементного мінералу; 14 — транспортування мінералу споживачам; 15 — компрессорна для збагачення бактеріального разчину киснем.

## Опис
Бактеріальним збагачення можна користуватися при всіх способах вилуговування, не пов'язаних з підвищеним тиском і температурою. Найбільш широко для бактеріального вилуговування застосовують тіонові бактерії: (Thiobacillus ferrooxidans) здатні окислювати сульфідні мінерали і закисное залізо до окисного (так звані залізобактерій), і Th, thiooxidans (так звані серобактерии). Тіонові бактерії є хемоавтотрофами, тобто єдине джерело енергії для їх життєдіяльності — процеси окислення закисного заліза, сульфідів різних металів і елементарної сірки. Ця енергія витрачається на засвоєння вуглекислоти, що виділяється з атмосфери або з руди. Одержуваний вуглець йде на побудову клітинної тканини бактерій. Th. ferrooxidans окислюють сульфідні мінерали до сульфатів прямим і непрямим шляхом (коли мікроорганізми окислюють сірчанокисле закисное залізо до окисного, що є сильним окислювачем і розчинником сульфідів).
Найважливіший фактор бактеріального збагачення — швидка регенерація сірчанокислого окисного заліза тіонові бактеріями (Th. ferrooxidans), що в деяких випадках прискорює процеси окислення і вилуговування. Оптимальна температура для розвитку тіонових бактерій 25-35 °C, а pH від 2 до 4. Тіонові бактерії прискорюють розчинення халькопирита в 12 разів, арсеноніріта і сфалериту в 7 разів, ковелін і борніта в 18 разів у порівнянні зі звичайними хімічними методами.
У значних промислових масштабах бактеріальне вилуговування застосовується для купчастого добування корисних копалин (міді та урану) з руд на місці їх залягання. Наприклад, економічно доцільно видобувати бактеріальним вилуговуванням мідь з позабалансових сульфідних руд. Це здійснюється водними розчинами Fe2(SO4)3 в присутності Al2 (SO4) 3, FeSO4 і тіонових бактерій Th. ferrooxidans. Розчин подається по шлангах у свердловини, пробурені в рудному тілі, бактерії і сульфат окису заліза окислюють сульфіди міді.
По гірських виробках розчин з рудного тіла подають на цементаційних або в іншу установку для вилучення міді (див. гідрометалургія).
У різних країнах ведуться дослідження з вилуговування за участю тіонових бактерій для вилучення багатьох металів (Zn, Со, As, Мп та ін.) Ведуться роботи з виявлення бактерій інших видів для вилучення ін корисних копалин. Наприклад, для розчинення і вилучення золота запропоновано використовувати гетеротрофні бактерії Aeromonas, виділені з рудничних вод золотоносних копалень.
Простота апаратури для бактеріального вилуговування, можливість швидкого розмноження бактерій, особливо при поверненні в процес відпрацьованих розчинів, що містять живі організми, відкриває можливість не тільки різко знизити собівартість отримання цінних корисних копалин, але і значно збільшити сировинні ресурси за рахунок використання бідних, позабалансових і втрачених (наприклад, у ціликах) руд в родовищах, відвалів з відходів збагачення, пилу, шлаків та ін. У перспективі бактеріальне вилуговування відкриває можливості створення повністю автоматизованого підприємства з отримання металів з позабалансових і втрачених руд безпосередньо з надр Землі, минаючи складні гірничо-збагачувальні комплекси.